# Mono Mills
Mono Mills (chiamata anche Mono) è una Città fantasma nella Contea di Mono in California. Si trova a 9.5 miglia (15 km) est sudest di Lee Vining ad un'altitudine di 7356 piedi, pari a 2242 m.
La città di Mono Mills,oggi praticamente scomparsa, si trova sulla statale California State Route 120, a 9.1 miglia (15 km) est dalla giunzione con la U.S. Route 395.

## Storia
Mono Mills nacque come campo di rifornimento di materie prime per le miniere della città di Bodie. La prima segheria sorse nel 1880 mentre nel 1881 fu costruita una ferrovia che collegava Mono con Bodie.